# 楊廷椅
楊廷椅（1926年9月22日—1950年11月29日），化名邱先生，中国共产党黨員，台灣新竹州香山（今新竹市香山區）人，日本東京明治學院大學中學部畢，二二八事件後加入中國共產黨，為學工委要角，1950年蔡孝乾變節學工委瓦解，楊廷椅被判處死刑，1950年11月29日槍決於台北馬場町 。

## 生平

### 香山望族
楊廷椅祖籍福建省晉江縣東石鎮，是新竹香山庄晉江東石滄岑（郭岑村）楊氏家族後代，楊氏散居於香山庄境內。楊家長房分佈在虎仔山和樹仔腳。楊廷椅父親楊景周日治時代長期擔任保正，有「五十三庄保正王」之稱，曾擔任地方評議委員，對地方事務涉入甚深。
楊景周有六子，分別為楊廷磻、楊廷謙、楊廷國、楊廷椅、楊廷魁及楊廷琛，楊廷椅排行第四。二哥楊廷謙淡水中學畢業後赴日，先後就讀同志社中學部、中央大學經濟部經濟系畢業，畢業後在東京都廳任職人事主任。1945年美軍轟炸東京，日本華族伊達氏宅第被毀，楊廷謙將之改建為臨時住所，收容無家可歸的台灣學生，名為「烏秋寮」。楊廷椅受二哥影響留學日本，就讀日本東京明治學院大學預科。

### 延平學院
1944年3月楊廷椅畢業後預備進入大學就讀，曾短暫在東京工業大學研究室擔任技工，1946年1月，楊廷謙、朱昭陽、曹欽源等返台成立「新生台灣建設研究會」，並籌設延平學院，1946年2月楊廷椅返台加入「新生台灣建設研究會」，一同加入的尚有中央大學法學部畢業的李中志 。1946年8月楊廷椅考入延平學院經濟系。
李中志生長在士林街和尚洲，父親與老台共廖瑞發熟識，都是反日同志，李中志自幼即思想左傾，回台後，中國共產黨派蔡孝乾來台發展台灣省工作委員會，1946年蔡孝乾一回台就找到過去台共的戰友廖瑞發，與郭琇琮、李中志組織成立台北市工作委員會。

### 加入共產黨
1947年二二八事件時，李中志糾集學生組織武裝起義，根據當時就讀延平大學葉紀東的回憶，3月4日李中志找陳炳基與葉紀東預備進行武鬥，當時他們動員北部學校學生進行戰鬥編組組成學生軍，李中志軍旅生涯所學得以發揮，李中志擔任總指揮，郭琇琮擔任副總指揮、陳炳基法商學院、陳金目師範學院、葉紀東延平大學，當時預計攻佔景尾軍火庫，然後再攻佔馬場町軍火庫，而廖瑞發家離警備司令部較近為指揮中心，一旦攻佔軍火庫後立即進攻警備司令部，同時聯絡了烏來的原住民頭目支援作戰，但因為原住民頭目3月6日才下山，青年軍已於3月4日晚上與3月5日凌晨間起事，由於未掌握先機已陸續退卻，武裝攻擊計畫宣告流產。
1947年5月，楊廷椅受廖瑞發介紹在台北市加入中國共產黨，初由廖瑞發領導。1947年華東局派遣的徐懋德化名李絜（外省李）來台協助蔡孝乾組織學運，1947年8月楊廷椅與陳炳基、陳水木、劉沼光等組成台灣省工作委員會學生工作委員會 （簡稱學工委），1948年2月轉由徐懋德領導學工委。
楊廷椅吸收台大學生王子英，成立台大工學院支部，並且發展葉城松成立台大法學院支部以及劉沼光負責台大醫學院支部，1949年9月因光明報事件法學院支部被破壞，楊廷椅一度藏匿於宜蘭，不久基隆市工作委員會也被破壞，1949年12月楊廷椅奉命領導基隆的汐止支部、基隆造船廠支部、基隆電信局支部及水產公司，1950年3月徐懋德潛逃回大陸，陳水木轉進領導中南部組織，台北市一部分交由楊廷椅領導，計有省立師院支部、台大醫學院支部及部分黨員。

### 組織瓦解
根據楊廷椅在保密局的供述，學工委上級領導為外省李（徐懋德）、廖瑞發、詹世平及李水井，陳水木領導省立師院支部及中南部的學委系統，台大醫學院支部由葉盛吉負責，楊廷椅並領導基隆造船廠許省五，汐止支部李蒼降。1949年9月台大法學院支部被破獲後，因戴傳李連帶破獲了基隆市工作委員會，四六事件後台大學生紛紛走避南部。1950年省工委書記蔡孝乾變節供出大批人員名單，導致中國共產黨在台組織瓦解，1950年5月10日李水井與吳思漢被捕，保密局循線逮補25人，並由此25人擴及省工委學工委及各省工委支部，保密局展開全台大搜捕，1950年6月楊廷椅、王超倫等陸續被捕，學工委組織瓦解。

### 判決
李水井在軍法部審訊期間主張全盤托出，張志忠則主張堅守秘密，陳英泰先生回憶指出當時保密局以輕判作為誘餌獲取線索，張志忠認為若全盤托出必遭判死刑，李水井認為多數領導應可獲得幾個月牢獄的輕判，然四六事件發生之時尚無懲治叛亂條例，此條例已於1949年6月21公告實施。由於當時國共內戰國府兵敗如山倒之際，孤立無援對於島內共諜案並未立即給予判決有觀望之態勢，然而1950年6月韓戰爆發，美援的出現使國府對省工委案開始無所顧忌，依照懲治叛亂條例第二條第一項判處死刑，至此大量涉及省工委的特工密集遭判刑槍決，1950年11月29日，台灣省保安處宣判楊廷椅死刑後即刻送台北市馬場町槍決，同時遭槍決者包含學工委案犯人李水井及相關支部書記鄭文峰、陳水木、黃師廉、陳金目、賴裕傳、王超倫、吳瑞爐、葉盛吉、鄭澤雄共十一人。
特別的是師院支部書記張金丙，在1950年11月2日投案自首，保安司令部核發自首證明書外，還電令師院准予其復學，畢業後在大同中學任教。

### 平反
2018年10月5日，促進轉型正義委員會促轉三字第1075300110B號函文，正式撤銷受難者林慶雲君等1270人之刑事有罪判決暨其刑，其中(39)安潔字第 2302 號，有關楊廷椅共同以非法方法意圖顛覆政府而著手實行之有罪判決暨其刑及沒收之宣告正式撤銷。